# 玛丽亚·帕斯·费拉里
玛丽亚·帕斯·费拉里（西班牙語：María Paz Ferrari，1973年9月12日—），阿根廷女子曲棍球运动员。她曾代表阿根廷国家队参加2000年夏季奥林匹克运动会曲棍球比赛，获得一枚银牌。